# Cylindromyia fumipennis
Cylindromyia fumipennis là một loài ruồi trong họ Tachinidae.